# KWord
KWord  je odprtokoden urejevalnik besedila, ki je del pisarniške zbirke KOffice (del projekta KDE).